# Marcelle Lacroix-Flagey
Marcelle Lacroix-Flagey, née à Herstal le 28 décembre 1900 et morte le 27 décembre 1999, aussi connue sous le nom de Marcelle Jasinski-Flagey ou Jasinska, est une artiste belge, peintre cartonnière et enseignante de La Cambre.

## Carrière
Marcelle Lacroix est née le 28 décembre 1900 à Herstal.
Elle étudie à l'Institut Bischoffsheim et à l'Académie des Beaux-Arts de Bruxelles entre 1919 et 1923. C'est là qu'elle rencontre son premier mari Stanislas Jasinski. Ils se marient en 1924. Elle épouse plus tard Eugène Flagey (1901-1994).
Marcelle Lacroix-Flagey possède plusieurs diplômes, en peinture, compositions, décors, et un diplôme d'institutrice.
Au sortir de l'Académie, elle prend le pseudonyme Jasinska. C'est ce nom que l'on retrouve dans une exposition au Cabinet du Maldoror du 14 au 29 novembre 1925. La proximité avec le nom Jasinski a eu pour conséquence que de nombreuses sources citent l'architecte Jasinski à la place de Marcelle Lacroix.
Elle expose encore à la Biennale des Arts Décoratifs de Monza dans le stand de la section belge Art abstrait à l’Exposition internationale de Leipzig, même si on ignore ce qu'elle a exposé.
Elle enseigne à La Cambre de 1928 à 1965 et donne le cours "science et harmonie des couleurs" et le "cours des papiers de garde".
Elle est l'une des membres-fondatrice du groupe belge d'artistes et de rédacteurs des « 7 Arts » et est la rédactrice de leur revue (1922-1928). Avec Berthe Dubail, elle est l'une des deux seules femmes au sein des 7 Arts aux côtés de Magritte, des frères Bourgeois, de l'architecte Stanislas Jasinski, etc. . En 1927, Jasinska signe le seul article d’une rédactrice dans la revue 7 arts sur la peintre Alice Halicka qui exposait alors au Centaure.
Certaines de ses tapisseries sont exposées dans les collections du TAMAT (Musée de la tapisserie et des arts du tissu).
Elle est la première présidente du Domaine de la Lice qui promeut la tapisserie belge contemporaine.
Marcelle Lacroix-Flagey décède le 27 décembre 1999. Elle est inhumée au cimetière d'Ixelles.

## Expositions collectives
- 1925 : Les peintres constructeurs, cabinet Maldoror, Bruxelles[2]
- 1972 : Artisanat belge, Ankara[8]
- 1989 : Tapisseries belges: un art vivant, Fonds monétaire internationale, Washington
- 1990 : 1ère Triennale Internationale de la Tapisserie[9]

## Collections
Le Centre de la gravure et de l'image imprimée, les Archives et musée de la littérature et le TAMAT possèdent des œuvres de Marcelle Lacroix-Flagey dans ses collections,.

## Hommages
Une salle de l'école ENSAV-La Cambre porte le nom de Marcelle Lacroix-Flagey.